# Râul Valea Roșie, Băița
Râul Valea Roșie este un curs de apă afluent al râului Băița. Râul se formează la confluența brațelor Lăpușna Mare și Lăpușna Mică

## Hărți
- Harta județului Maramureș
- Harta muntii Gutâi  Arhivat în 4 martie 2016, la Wayback Machine.